# Goździk postrzępiony

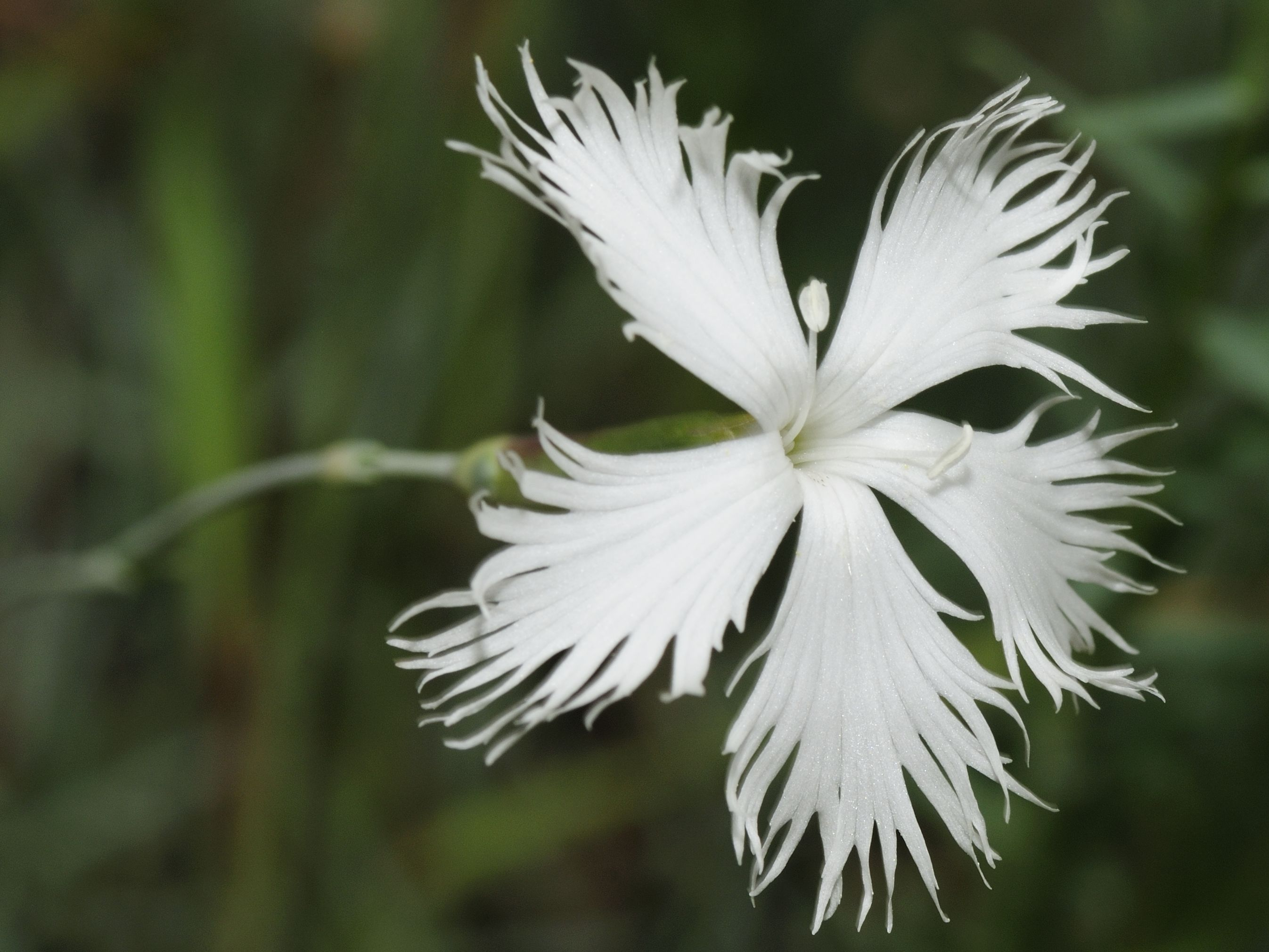
Podgatunek regis-stephani

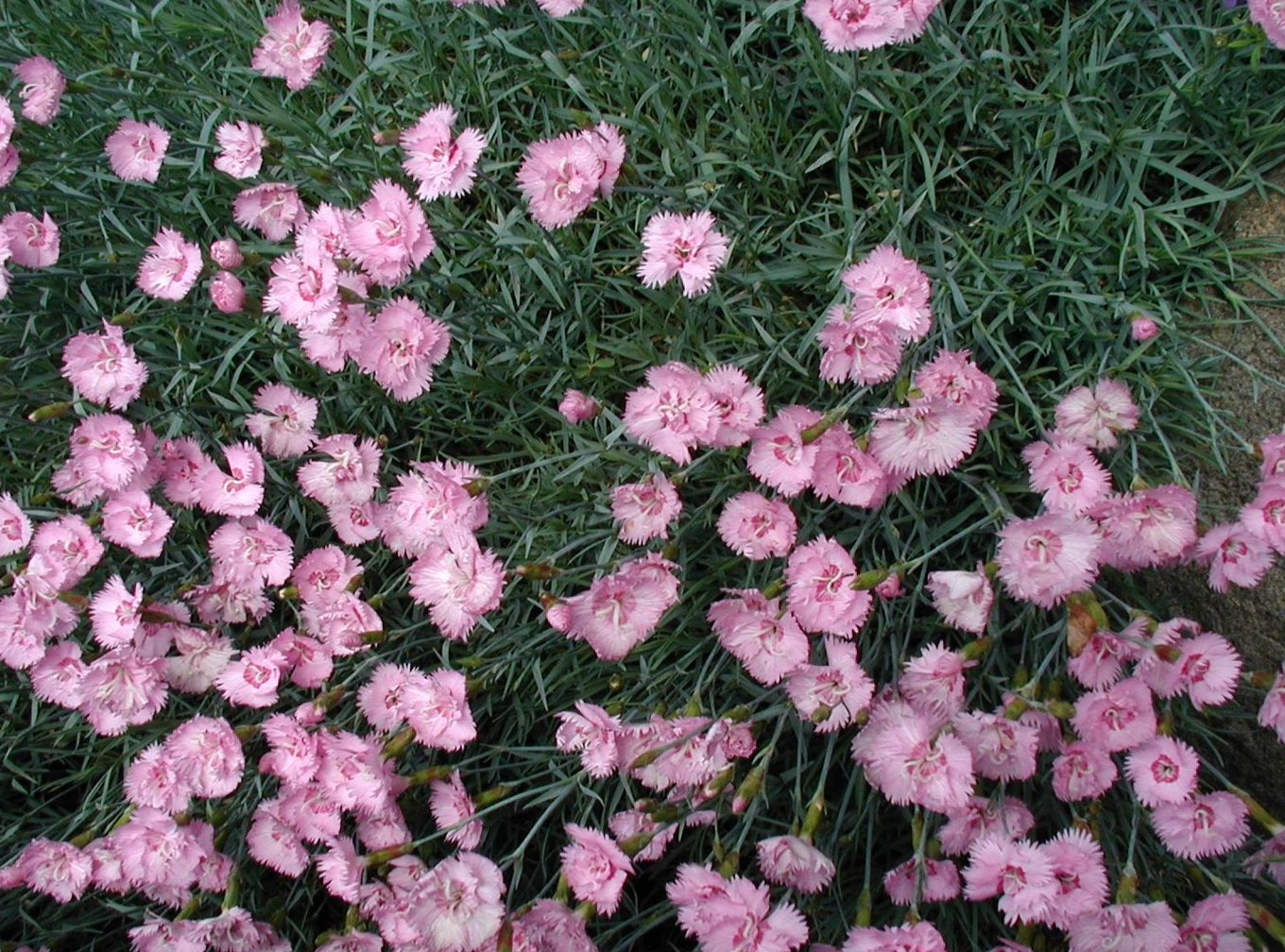
Odmiana ogrodowa

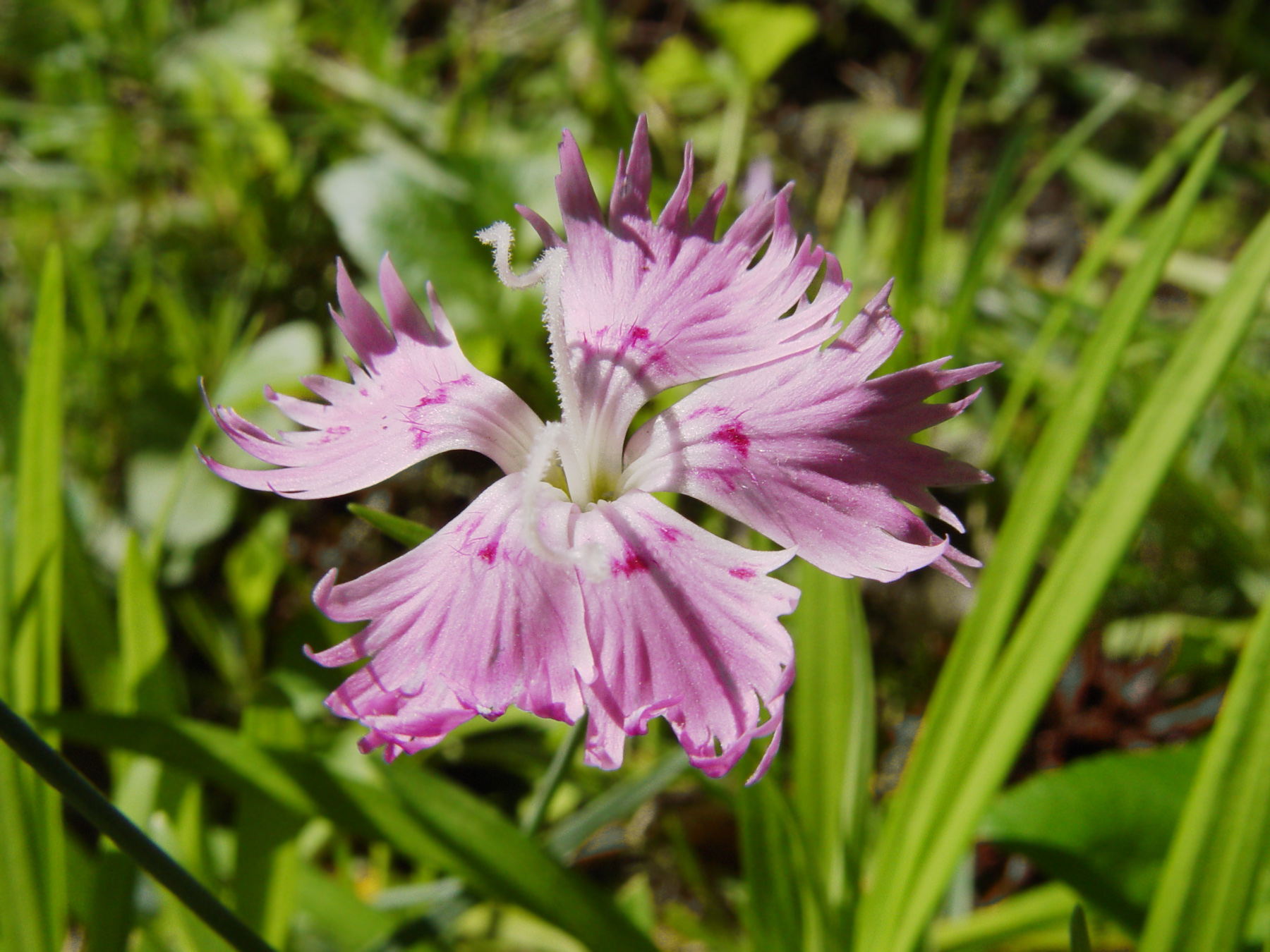
Kwiat (odmiana ogrodowa)

Goździk postrzępiony, goździk pierzasty (Dianthus plumarius L.) – gatunek rośliny wieloletniej należący do rodziny goździkowatych. Dziko rośnie tylko w środkowej i południowo-wschodniej  Europie (Austria, Węgry, Czechy, Słowacja, Słowenia, południowa Polska). Naturalizowany w Nowej Zelandii, Kanadzie i Stanach Zjednoczonych. W Polsce występuje głównie na niżu i rzadko w niższych położeniach górskich. Roślina rzadka i chroniona, jest uprawiana jako ozdobna.

## Morfologia
PokrójBylina tworząca gęste darnie o wysokości 15–30 cm. Cała roślina ma sinozielony kolor.
ŁodygaWzniesiona, prosta i rozgałęziająca się. Tworzy kolanka, z których wyrastają liście.
LiścieUlistnienie naprzeciwległe. Liście równowąskolancetowate, całobrzegie, ostro zakończone, bez przylistków, o szerokości 1–3,5 mm i długości 2–5 cm, jednonerwowe.
KwiatyW liczbie przeważnie kilku wyrastają na szczytach rozgałęzionej łodygi. Kielich sztywny, długości 20–28 mm i szerokości 3–4 mm, o działkach zrośniętych w rurkę, bladozielony lub różowy. Otoczony jest kilkoma łuskami podkwiatowymi. Korona kwiatu liczy 5 płatków ząbkowanych na szczytach (u odmian ogrodowych występują kwiaty pełne), w kolorze od białego do różowego, pociętych do 2/5 długości. Wewnętrzna część korony jest brodata w czerwonym kolorze. Słupek z dwoma szyjkami. Kwiaty wonne, przedprątne.
OwocTorebka otwierająca się 4-ząbkami. Nasiona miseczkowate.

## Biologia i ekologia
Zimotrwała Bylina. Kwitnie od maja do czerwca. Kwiaty zapylane przeważnie przez motyle.

## Zmienność
W opracowaniu The Plant List wyróżnia się podgatunki:
- Dianthus plumarius subsp. lumnitzeri (Wiesb.) Domin
- Dianthus plumarius subsp. praecox (Willd. ex Spreng.) Domin – w polskich opracowaniach pod nazwą goździk postrzępiony wczesny (Dianthus plumarius L. subsp. praecox (Kit.) Pawł.) występujący w Pieninach i Tatrach[5].
- Dianthus plumarius subsp. regis-stephani (Rapaics) Boksay

Oprócz typowej formy w uprawie istnieją jego mieszańce z innymi gatunkami. Odmiany ogrodowe Dianthus plumarius hort powstały ze skrzyżowania goździka postrzępionego z goździkiem sinym i goździkiem ogrodowym.

## Zagrożenia i ochrona
Od 2014 roku roślina jest objęta w Polsce częściową ochroną gatunkową. Zakazy dotyczą także gospodarki rolnej, leśnej i rybackiej. W latach 1983–2014 gatunek znajdował się pod ochroną ścisłą.

## Zastosowanie i uprawa
- Uprawiany jako roślina ozdobna, zwykle na kwiat cięty, na rabatach lub w ogrodach skalnych. W uprawie występują wyłącznie odmiany ogrodowe. Posiadają one pełne kwiaty, jak goździk ogrodowy, zimotrwałość, którą odziedziczyły po goździku postrzępionym, oraz wczesną porę kwitnienia, charakterystyczną dla goździka sinego[7].
- Sposób uprawy: rozmnażany jest przeważnie z nasion, a także przez podział i sadzonkowanie. Wymaga słonecznych stanowisk i gliniasto-piaszczystych gleb.